# Sansepolcro
Sansepolcro là một đô thị và thị xã của Ý. Đô thị này thuộc tỉnh Arezzo trong vùng Toscana. Sansepolcro có diện tích km2, dân số theo ước tính năm 2005 của Viện thống kê quốc gia Ý là 15.858 người. 
Các đơn vị dân cư:
Đô thị Sansepolcro giáp với các đô thị: